# Sardor Rashidov
Sardor Ixtiyor oʻgʻli Rashidov (ur. 14 czerwca 1991 w Dżyzaku) – uzbecki piłkarz występujący na pozycji napastnika w drużynie Qatar SC i reprezentacji Uzbekistanu.

## Kariera piłkarska
Rashidov przez 5 lat od 2010 roku występował w Bunyodkorze Taszkent. Przez ten czas strzelił w tym klubie 15 bramek w 49 meczach. Trzy razy z Bunyodkorem zdobył mistrzostwo Uzbekistanu oraz także trzy razy puchar Uzbekistanu. W 2015 przeszedł do katarskiego Al-Jaish. Przez dwa sezony w 48 meczach w lidze zdobył 23 goli. 1 lipca 2017 przeszedł do klubu ze Zjednoczonych Emiratów Arabskich, Al-Jazira. Po półrocznym pobycie, w lutym 2018 roku wrócił do ojczyzny, by grać w Lokomotivie Taszkent. W tym samym roku zdobył z klubem mistrzostwo Uzbekistanu. W styczniu 2019 roku przeniósł się do portugalskiego CD Nacional. Pół roku później podpisał kontrakt z Qatar SC.  

## Kariera reprezentacyjna
Rashidov zadebiutował w reprezentacji Uzbekistanu 15 października 2013 roku w eliminacjach do Pucharu Azji 215 w wygranym 3-1 meczu z reprezentacją Wietnamu. Także w tym meczu zdobył pierwszą bramkę w reprezentacji. Znalazł się w kadrze Uzbekistanu na Puchar Azji 2015 i Puchar Azji 2019. Jak do tej pory w narodowych barwach zaliczył 47 występów, zdobywając 12 bramek.
Stan na 7 maja 2020
| Reprezentacja | Rok     | Mecze | Bramki |
| ------------- | ------- | ----- | ------ |
| Uzbekistan    | 2013    | 3     | 2      |
| Uzbekistan    | 2014    | 13    | 2      |
| Uzbekistan    | 2015    | 13    | 6      |
| Uzbekistan    | 2016    | 8     | 1      |
| Uzbekistan    | 2017    | 4     | 1      |
| Uzbekistan    | 2018    | 4     | 0      |
| Uzbekistan    | 2019    | 2     | 0      |
| Uzbekistan    | 2020    | 0     | 0      |
| Ogólnie       | Ogólnie | 47    | 12     |

## Sukcesy

### Bunyodkor Taszkent
- Mistrzostwo Uzbekistanu: 2010, 2011, 2013
- Puchar Uzbekistanu: 2010, 2012, 2013

### Lokomotiv Taszkent
- Mistrzostwo Uzbekistanu: 2018